# لیگ اروپا ۲۲–۲۰۲۱
لیگ اروپا ۲۲–۲۰۲۱ پنجاه و یکمین دوره مسابقات ثانوی فوتبال باشگاهی اروپا است که توسط یوفا برگزار می‌شود و سیزدهمین فصل از زمان تغییر نام آن از جام یوفا به لیگ اروپا است.

## مرحله گروهی
۸ تیم سوم مرحله گروهی لیگ اروپا راهی لیگ کنفرانس اروپا می شوند.

### گروه A
- المپیک لیون
- رنجرز
- اسپارتا پراگ
- بروندبی

### گروه B
- موناکو
- رئال سوسیداد
- پی‌اس‌وی آیندهوون
- اشتورم گراتس

### گروه C
- اسپارتاک مسکو
- ناپولی
- لستر سیتی
- لگیا ورشو

### گروه D
- آینتراخت فرانکفورت
- المپیاکوس
- فنرباغچه
- رویال آنتورپ

### گروه E
- گالاتاسرای
- لاتزیو
- المپیک مارسی
- لوکوموتیو مسکو

### گروه F
- ستاره سرخ بلگراد
- براگا
- میتیلند
- لودوگورتس رازگراد

### گروه G
- بایر ۰۴ لورکوزن
- رئال بتیس
- سلتیک
- فرنتس‌واروش

### گروه H
- وستهام یونایتد
- دینامو زاگرب
- راپید وین
- خنک

## مرحله حذفی

### تیم های اول مرحله گروهی
- المپیک لیون (گروه A)
- موناکو (گروه B)
- اسپارتاک مسکو (گروه C)
- آینتراخت فرانکفورت (گروه D)
- گالاتاسرای (گروه E)
- ستاره سرخ بلگراد (گروه F)
- بایر ۰۴ لورکوزن (گروه G)
- وستهام یونایتد (گروه H)

### مرحله پلی‌آف
در این مرحله ۸ تیم دوم مرحله گروهی لیگ اروپا با ۸ تیم سوم مرحله گروهی لیگ قهرمانان اروپا به صورت رفت و برگشت دیدار می کنند.
| تیم ۱           | نتیجه نهایی | تیم ۲        | بازی رفت | بازی برگشت |
| --------------- | ----------- | ------------ | -------- | ---------- |
| سویا            | 3–2         | دینامو زاگرب | 3–1      | 0–1        |
| آتالانتا        | 5–1         | المپیاکوس    | 2–1      | 3–0        |
| لایپزیگ         | 5–3         | رئال سوسیداد | 2–2      | 3–1        |
| بارسلونا        | 5–3         | ناپولی       | 1–1      | 4–2        |
| زنیت            | 2–3         | رئال بتیس    | 2–3      | 0–0        |
| بروسیا دورتموند | 4–6         | رنجرز        | 2–4      | 2–2        |
| شریف تیراسپول   | 2–2 (2–3پ)  | براگا        | 2–0      | 0–2        |
| پورتو           | 4–3         | لاتزیو       | 2–1      | 2–2        |